# جو برودفود
جو برودفود (بالإنجليزية: Joe Broadfoot)‏ هو لاعب كرة قدم بريطاني في مركز نصف الجناح، ولد في 4 مارس 1940 في لويشام ‏ في المملكة المتحدة. لعب مع إيبسويتش تاون ونادي ميلوول ونورثامبتون تاون.